# Quinta da Estrela
A Quinta da Estrela é composta por uma unidade agrícola e por um imóvel localizados na freguesia de São Pedro, concelho de Angra do Heroísmo, ilha Terceira, arquipélago dos Açores.

## Descrição
O solar que compõem este conjunto que a Sul se estende até à orla costeira e a norte com a via pública encontra-se classificado como Imóvel de Interesse Público pela resolução n.º 175/99, de 18 de Novembro, publicada no Jornal Oficial, I Série, n.º 46 e apresenta-se com dois pisos e com escada exterior, que dá acesso a um pátio elevado em pedra de acesso ao segunda andar.
Este edifício foi mandado construir no início do século XVII pela Companhia de Jesus com o fim de se destinar a local de repouso dos lentes do então Colégio de Angra, com sede na Igreja de Nossa Senhora do Carmo.
Esta quinta, tanto a área agrícola como o solar surgem em 1760, na relação de bens sequestrados à referida Companhia de Jesus e passam à fazenda pública a fim de serem arrematados em esta pública.
Com esta arrematação entrou na posse de Manuel Paim da Fonseca Carvão, corria então o ano de 1762. Vinte e dois anos mais tarde, no dia 10 de Novembro de 1784 dá-se outra troca de posse da propriedade, passando esta a pertencer ao Capitão Francisco Furtado de Mendonça. Foi da posse deste militar que passou ao então Brigadeiro Vital de Bettencourt e Vasconcelos, mantendo-se na sua posse até 1819, sendo neste ano comprada pelo abastado negociante de Angra, Joaquim José Pinheiro.
No ano de 1833 esta propriedade voltou a mudar de mãos, passando assim à posse do 1.º Visconde de Bruges e mais tarde 1.º conde da Vila da Praia da Vitória, Teotónio de Ornelas Bruges Paim da Câmara, tendo-se desde esta altura, mantido na posse dos seus descendentes.
Esta construção apresenta uma dimensão razoável, sendo que durante o século XIX foi alvo de um acrescentamento importante. Apresenta-se actualmente como uma construção caracterizada por linhas planas, sóbrias e simples onde se destacam como principais pormenores da construção e com objectivos decorativos, um chafariz em cantaria, uma pedra de Brasão de Armas, os aventais nas janelas, e um portão de quinta que foi encimado pelo símbolo da Companhia de Jesus onde é possível ler-se: "Ave Maria Stela".
Este edifício apresenta outros interessantes elementos construtivos com cantarias interiores e exteriores, portas originais do Século XVII, madeiras e ferragens originais da época da construção, tectos em masseira ou caixotão em madeira de cedro, ainda do inicio do período construtivo.
Resistindo aos séculos mantêm-se, embora incompleto o lavabo em pedra lavrada, colocado junto da entrada do antigo refeitório dos Jesuítas. Na capela-oratório com altar em cedro encontra-se uma pedra datada de 1633 e uma pia de água-benta, tudo em cantaria.
Dentro dos pátios encontra-se um chafariz dotado de tanque, ambos elaborados em pedra. E uma pia gomeada em mármore do Século XVIII. Na antiga cozinha encontra-se também uma pia em meia lua gomeada do Século XVII e pavimentos lageados a pedra, assim como na despensa anexa.